# 1719.
◄ | 17. stoljeće | 18. stoljeće | 19. stoljeće | ►
◄ | 1680-ih | 1690-ih | 1700-ih | 1710-ih | 1720-ih | 1730-ih | 1740-ih | ►
◄◄ | ◄ | 1716. | 1717. | 1718. | 1719. | 1720. | 1721. | 1722. | ► | ►►
Arhitektura • Astronomija • Biologija • Glazba • Kazalište • Kemija • Kiparstvo • Knjige • Književnost • Kršćanstvo • Medicina • Politika • Pravo • Promet • Slikarstvo • Znanost

## Događaji
- Daniel Defoe napisao je knjigu "Robinson Crusoe"[1]

## Rođenja
- 11. veljače – Bazilije Božičković, hrvatski grkokatolički biskup († 1785.)
- 14. studenog – Leopold Mozart, austrijski skladatelj († 1787.)

## Smrti
- 16. siječnja – Petar Kanavelić, hrvatski pjesnik, epski i dramski pisac (* 1637.)

## Vanjske poveznice
|  | Zajednički poslužitelj ima još gradiva o temi 1719. |